# Pieter Dirkx
Pieter Dirkx (24 februari 1984) is een Belgische regisseur. Zijn kortfilm Bento Monogatari ging in internationale première op het Filmfestival van Cannes (2011).

## Biografie
Dirkx studeerde eerst schilderkunst aan de Koninklijke Academie voor Schone Kunsten van Antwerpen en volgde later een filmopleiding aan Sint-Lukas Brussel.
Zijn eerste kortfilm was The Geometry of Beetles, over een eenzame man die zijn opgezette insecten als zijn enige vrienden beschouwt.
Voor zijn afstudeerproject maakte Dirkx Bento Monogatari. Hierin wordt het verhaal verteld van Yvonne, een vrouw die de sleur van haar huwelijk met Frank probeert te doorbreken door zich volledig te storten op de Japanse popcultuur.
De film werd eerst vertoond op het festival Het Grote Ongeduld!, waar hij zowel de CANVAS- als de SACD/SCAM Publieksprijs in de wacht sleepte. ‘Bento Monogatari’ werd in 2011 uiteindelijk geselecteerd voor het Filmfestival van Cannes in het Cinéfondation-programma. De film werd nadien nog geselecteerd voor tal van andere festivals, waaronder het Hamburg Short Film Festival, Montreal World Film Festival en Brussels Film Festival.
In 2011 maakte Dirkx een videoclip, voor de single Maniac van de New Yorkse indierockgroep Clap Your Hands Say Yeah.

## Kortfilms
- The Geometry of Beetles (2009)
- Bento Monogatari (2010)

## Videoclips
- Clap Your Hands Say Yeah - Maniac (2011)
- Deerhoof - Breakup Songs (2013)